# Trevfotingar
Trevfotingar (Protura) är en ordning av djur i klassen urinsekter (Entognatha) som i sin tur tillhör leddjuren. De räknades dock tidigare till klassen insekter. Trevfotingarna är mycket små med en längd av 0,6 till 1,5 millimeter, och består vid fullvuxen ålder av 12 segment (ett rudimentärt huvud och 11 segment för bålen). De har varken ögon eller antenner utan känner sig fram med sitt, för syftet anpassade, främre benpar. Av totalt cirka 500 arter finns minst fyra representerade i Sverige.
Larver har samma utseende som de vuxna djuren med undantag att deras bål i början har 8 segment. För trevfotingar är inte utrett om de byter hölje som vuxna exemplar.
Ordningens medlemmar hittas i hela världen med undantag av mycket kalla regioner som Arktis och Antarktis. De vistas i det översta 25 centimeter tjocka skiktet av marken eller i den närmaste angränsande växtligheten som mossor, torv, lövskiktet eller ruttnande träbitar.
Trevfotingar bildar ofta stora grupper som kan försvara sig med bitande avsöndringar. Antagligen äter arterna svamparnas hyfer.
Hannar lämnar sina spermier i marken och de plockas av honan för äggens befruktning. Såvida känt sker lönntrevfotingarnas fortplantning under våren. Ägg och larver från trakétrevfotingar har hittats under olika årstider.
Arterna är delaktiga i komposteringen av organiskt material.

## Familjer
Ordningen delas i två underordningar som innehåller var sin familj:

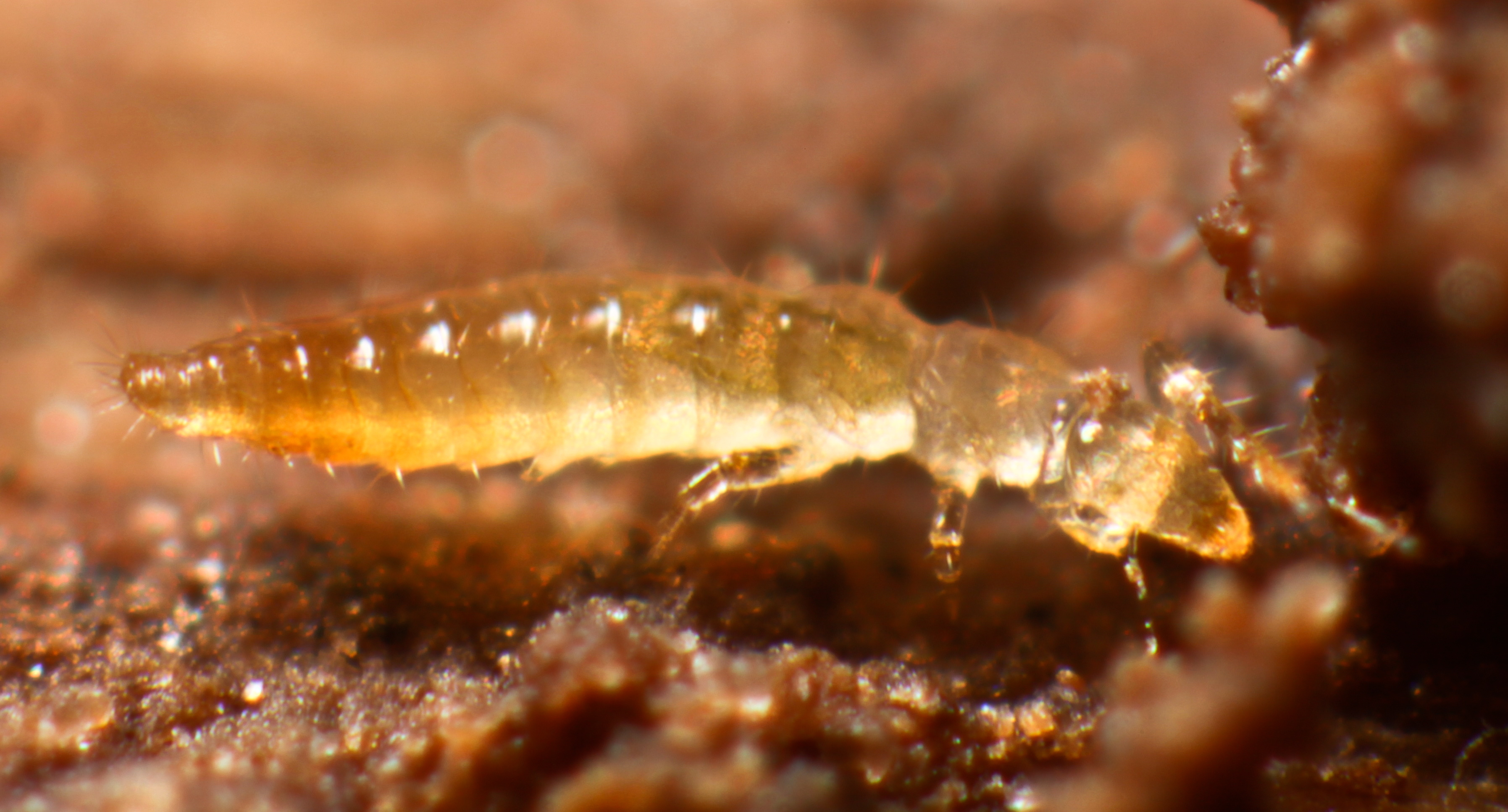
En individ av släktet Acerentomon

- Trakétrevfotingar (Eosentomidae)
- Lönntrevfotingar (Acerentomidae)